# Aliança das Igrejas Evangélicas Congregacionais do Brasil
A Aliança das Igrejas Evangélicas Congregacionais do Brasil é a quarta maior denominação congregacional do Brasil, formada em 1967 por igrejas que foram excluídas da União das Igrejas Evangélicas Congregacionais do Brasil. Sua doutrina caracteriza-se pelo Movimento de Renovação que ocorreu na década de 1960 entre as igrejas protestantes históricas que inclui a adesão a doutrina pentecostal do Batismo no Espírito Santo como segunda bênção, posterior a conversão.

## História
Em 1959 a Igreja Evangélica Congregacional em João Pessoa iniciou um movimento de adesão as doutrinas pentecostais do Batismo no Espírito Santo como segunda bênção, posterior a conversão. A partir disto, foi organizado um Movimento de Renovação Espiritual, e culminou na realização do 1° Encontro Nacional de Renovação Espiritual, na cidade de Belo Horizonte (Minas Gerais).  [carece de fontes?]
A partir disto, várias igrejas juntaram-se ao movimento, sendo elas: Igreja Congregacional em Campina Grande (Paraíba), dirigida pelo Pr. Raul de Souza Costa; 2ª Igreja Congregacional em Campina Grande (Paraíba), dirigida pelo Pr. João Barbosa de Lucena; Igreja Congregacional de Patos(Paraíba), dirigida pelo Pr. José Quaresma de Mendonça; Igreja Congregacional em Alagoa Grande (Paraíba), dirigida presbítero Dr. Guimarin Toledo Sales; Igreja Congregacional em Totó, Recife (Pernambuco), dirigida pelo Pr. Isaías Correia dos Santos; Igreja Congregacional em Casa Amarela, Recife (Pernambuco) dirigida pelo Pr. Roberto Augusto de Souza; Igreja Congregacional no Pina, Recife (Pernambuco), dirigida pelo Pr. Moisés Francisco de Melo e uma congregação em Caruaru (Pernambuco), dirigida pelo Pr. Jônatas Catão.
No ano de 1967, com a realização dos congressos femininos e de mocidade congregacionais, o movimento ganhou força e visibilidade, o que desencadeou na realização do Concílio Geral Extraordinário da União das Igrejas Evangélicas Congregacionais do Brasil nos dias 20 e 21 de julho, na Igreja Congregacional em Feira de Santana para discutir sobre o tema. Neste concílio as igrejas envolvidas no movimento de renovação e seus pastores foram excluídas.
No mesmo ano os pastores das igrejas excluídas se reuniram para formar uma nova denominação que deu origem a Aliança das Igrejas Evangélicas Congregacionais do Brasil.

## Doutrina
A AIECB tem como princípios doutrinários Os 28 artigos da Breve Exposição das Doutrinas Fundamentais do Cristianismo, assim como a União das Igrejas Evangélicas Congregacionais do Brasil e a Associação das Igrejas Congregacionais Kalleyanas, mas com uma diferença na pneumatológia, já que adota a doutrina pentecostal sobre o Batismo no Espírito Santo como segunda bênção, posterior a conversão.[carece de fontes?]

## Atualidades
Atualmente a AIECB tem 91 igreja filiadas e é a quarta maior denominações congregacional do país. A igreja tem buscado reaproximação com a União das Igrejas Evangélicas Congregacionais do Brasil e Igreja Cristã Evangélica (as duas maiores denominações congregacionais do país) de forma que estabeleceu um acordo de modus vivendi com ambas, e assim as  três denominações reconhecem-se como irmãs e permitem a circulação de ministros.